# Allt för Sverige

Mer än ett sekel efter den stora emigrationen är fortfarande många svenskättlingar bosatta i de klassiska emigrantbygderna väster om de stora sjöarna. Deltagarna i Allt för Sverige är spridda över USA.

Allt för Sverige är en svensk realityserie som hade premiär i Sveriges Television den 30 oktober 2011 efter inspelning i juni samma år.
Serien är baserad på den populära norska tv-serien Alt for Norge från TVNorge. Serien handlar om svenskamerikaner som av SVT bjuds på en resa till Sverige för att delta i en TV-tävling. I programmet får de veta mer om sin släkt, Sveriges historia, seder och bruk. TV-tävlingens vinnare blir bjuden på en fest anordnad av deras gemensamma svenska ättlingar. De flesta avsnitt, utom det första, slutar med en utslagstävling där förloraren tvingas lämna programmet, Sverige och chansen till släktträffen. 
Programledare är Anders Lundin och producent är Christer Åkerlund. 
I den svenska versionen har det lagts större vikt vid deltagarnas släkts historia och vilka det var som en gång lämnade Sverige och kanske varför. En, eller ett par, deltagare får en "Special day" där först deras personliga bakgrund i USA presenteras. Därefter får de besöka en viktig plats för deras släkt i Sverige och där får de en kortare introduktion till förfädernas berättelse. Släktforskare för serien var ursprungligen Helena Stark, som gick bort i cancer 2013. Våren 2014 tog Fredrik Mejster, grundare av föreningen "Unga släktforskare" några år tidigare, över som programmets släktforskare. Med "Allt för Sverige"-säsongen 2015 vann Sveriges Television en Emmy i den internationella kategorin Non-scripted entertainment. Priset delades ut på Emmy-galan i New York den 22 november 2016, och prisades under namnet "The Great Swedish Adventure", (ungefär "Det stora svenska äventyret"). Programmet vann Kristallen 2017 för årets dokusåpa och 2022 som årets tävlingsreality.

## Säsong 1

### Deltagare
- Shastin Corona, 35, St. Augustine, Florida [9]
- Kirstin Highfield, 28, Colorado Springs, Colorado [10]
- Jessica Pleyel, 22, Grand Rapids, Michigan [11]
- Jennifer Grannis, 40, Ponte Vedra, Florida [12]
- Janis Babcock, 40, Minnesota [13]
- Guy Clark, 50, Middletown, New York [14]
- Greg Magnuson, 37, Los Angeles, Kalifornien [15]
- Eric Chellen, 50, Minneapolis, Minnesota [16]
- Brett Ratell, 46, Bay City, Michigan [17]
- Brian Gerard, 39, Louisville, Kentucky [18]

### Avsnitt
| Avsnitt | Plats     | Utslagen                                     |
| ------- | --------- | -------------------------------------------- |
| 1       | Skåne     | *Brett Ratell                                |
| 2       | Duvemåla  | Jennifer Grannis                             |
| 3       | Öland     | Brett Ratell                                 |
| 4       | Stockholm | Janis Babcock                                |
| 5       | Birka     | Jessica Pleyel                               |
| 6       | Jokkmokk  | Greg Magnuson                                |
| 7       | Järvsö    | Eric Chellen                                 |
| 8       | Utö       | Shastin Corona, Kirstin Highfield, Guy Clark |

*Ingen åkte hem i detta avsnitt
Vinnare: Brian Gerard, 39

## Säsong 2
Säsong 2 hade premiär den 28 oktober 2012 klockan 20:00 i SVT1.

### Deltagare
- Walter E. Beck, 51, Colorado Springs, Colorado [19][20]
- Karen G. Peterson French, 55, Connecticut [19][21]
- Thure Gustafsson, 48, Atlanta, Georgia [19][22]
- Vernon Neil Ferguson, 42, Roanoke, Virginia [19][23]
- Travis Scott McAfee, 32, Arkansas [19][24]
- Anna Ostman Mohr, 32, Montana [19][25]
- Meghan Reilly, 22, Chicago, Illinois [19][26]
- Matthew Lidfors Robinson, 34, Chicago, Illinois [19][27]
- Debra Sisneros Sutherland, 32, Minnesota [19][28]
- Kelsey Stiles, 24, San Francisco, Kalifornien [19][29]

### Avsnitt
| Avsnitt | Plats                                                              | Utslagen                                           |
| ------- | ------------------------------------------------------------------ | -------------------------------------------------- |
| 1       | Höga Kusten                                                        | *Gula laget                                        |
| 2       | Skellefteå                                                         | Thure Gustafsson                                   |
| 3       | Stockholm                                                          | Karen G. Peterson French                           |
| 4       | Mantorp, Gränna, Sölvesborg (Norje, Sweden Rock Festival) och Umeå | Meghan Reilly                                      |
| 5       | Häringe slott                                                      | Matthew Lidfors Robinson                           |
| 6       | Södertälje                                                         | Debra Sisneros Sutherland                          |
| 7       | Sunne                                                              | Vernon Neil Ferguson                               |
| 8       | Trosa                                                              | Walter E. Beck, Kelsey Stiles, Travis Scott McAfee |

*Ingen åkte hem i detta avsnitt
Vinnare: Anna Brita Östman Mohr, 32

## Säsong 3
Säsong 3 av Allt för Sverige hade premiär den 20 oktober 2013 och sändes i åtta avsnitt.

### Deltagare
- Rebecca Redner, 40, Texas [31]
- Dianne Bennett, 72, Los Angeles [32]
- Laura McIntyre, 31, New York [33]
- Lori Ferguson, 43, Florida [34]
- Dawn Anderson, 24, Los Angeles [35]
- Eric Basir, 39, Illinois [36]
- Matthew Anderson, 39, Washington, D.C [37]
- Michael Peterson, 41, Texas [38]
- John Stenson, 47, Wisconsin [39]
- Shane Booth, 36, North Carolina [40]

### Avsnitt
| Avsnitt | Plats               | Utslagen                                       |
| ------- | ------------------- | ---------------------------------------------- |
| 1       | Stockholm, Sigtuna  | * Gula laget                                   |
| 2       | Söderköping         | Laura McIntyre                                 |
| 3       | Göta kanal, Motala  | Eric Basir                                     |
| 4       | Göteborg            | Dianne Bennett                                 |
| 5       | Karlstad, Molkom    | Michael Peterson                               |
| 6       | Mora kommun, Nusnäs | Dawn Anderson                                  |
| 7       | Gotland             | Shane Booth                                    |
| 8       | Gotland             | John Stenson, Rebecca Redner, Matthew Anderson |

*Ingen åkte hem i detta avsnitt
Vinnare: Lori Ferguson, 43

## Säsong 4
Första programmet; del 1 i säsong 4, visades den 19 oktober 2014.

### Deltagare
- Jennette Landes, 38, hårstylist, Georgetown, Colorado [42][43]
- John Olson, 30, servitör/författare/skådespelare, Astoria, New York [42][44]
- Nicolas "Nick" Jones, 35, barberare, Los Angeles, Kalifornien [42]
- Amanda Vinicky, 33, politisk reporter, Springfield, Illinois [42]
- Courtney Schlagel, 25, Frisco, Texas [42][45]
- George Strid, 61, kompositör, Olympia, Washington [42][46]
- Katie Malik, 34, revisor/sångerska/yogainstruktör, Gig Harbor, Washington[42][47]
- Nate Butler, 49, musiker, Fresno, Kalifornien [42]
- Troy Bankord, 50, landskapsarkitekt, Palm Springs, Kalifornien [42][48]
- Leslie Longoria, 49, butiksbiträde, Waelder, Texas [42]

### Avsnitt
| Avsnitt | Sändningsdatum   | Plats     | Utslagen                                     | Kommentar           |
| ------- | ---------------- | --------- | -------------------------------------------- | ------------------- |
| 1       | 19 oktober 2014  | Malmö     | Ingen                                        |                     |
| 2       | 26 oktober 2014  | Pjätteryd | Amanda Vinicky                               |                     |
| 3       | 2 november 2014  | Gävle     | Leslie Longoria                              |                     |
| 4       | 9 november 2014  | Uppsala   | Troy Bankord                                 |                     |
| 5       | 16 november 2014 | Kiruna    | Nicolas "Nick" Jones                         |                     |
| 6       | 23 november 2014 | Nyköping  | Nate Butler                                  |                     |
| 7       | 30 november 2014 | Gällnö    | Jeannette Landes                             |                     |
| 8       | 7 december 2014  | Stockholm | Courtney Schlagel, George Strid, Katie Malik | Vinnare: John Olson |

## Julspecial 2014
En julspecial med fyra tidigare deltagare sändes den 22 december 2014. I programmet fick amerikanerna träffa svenska släktingar, testa slalomåkning på Dundret i Gällivare, lära sig vad en Norénjul är och vara med om en uppesittarkväll på Fjällnäs slott. Kvartetten som deltog i programmet var Guy Clark (från säsong 1), Rebecca Redner (säsong 3), Katie Malik (säsong 4) och Nick Jones (säsong 4).  

## Säsong 5
Femte säsongen av Allt för Sverige hade premiär den 1 november 2015 och sändes i åtta avsnitt på SVT1 och i SVT Play. 

### Deltagare
- Alexis Bunten, 37, researcher, Monterey, Kalifornien
- Nathan Arling, 36, trummis/artistbokare, Chicago, Illinois
- Kurt Engstrom, 45, säljare, Tustin, Kalifornien
- Charles Wassberg, 66, pensionär, Plano, Texas
- Beverly Wassberg, 65, pensionär, Plano, Texas
- Karen Berg-Roylance, 46, hemmafru, Fruit Heights, Utah
- Jamie Lystra, 30, chefsassistent, West Olive, Michigan
- John Winscher, 33, motion capture artist/skådespelare, Atlanta, Georgia
- Brooke Langton, 44, skådespelare, Los Angeles, Kalifornien[53]
- James Morgan, 42, lärarstudent, Andersonville, Chicago
- Jenna Wroblewski, 20, student, Madison, Wisconsin

### Avsnitt
| Avsnitt | Sändningsdatum   | Plats     | Utslagen                                                              |
| ------- | ---------------- | --------- | --------------------------------------------------------------------- |
| 1       | 1 november 2015  | Gräsmark  | * Gula laget                                                          |
| 2       | 8 november 2015  | Linköping | James Morgan                                                          |
| 3       | 15 november 2015 | Åland     | Brooke Langton                                                        |
| 4       | 22 november 2015 | Vaxholm   | Jenna Wroblewski                                                      |
| 5       | 29 november 2015 | Strängnäs | Nathan Arling                                                         |
| 6       | 6 december 2015  | Stockholm | Kurt Engstrom                                                         |
| 7       | 13 december 2015 | Tjörn     | Alexis Bunten                                                         |
| 8       | 20 december 2015 | Örebro    | Karen Berg-Roylance, Beverly Wassberg, Charles Wassberg, Jamie Lystra |

*Ingen åkte hem i detta avsnitt
Vinnare: John Winscher, 33

## Säsong 6
Sjätte säsongen av Allt för Sverige hade premiär den 23 oktober 2016 och sändes på SVT1 och i SVT Play.

### Deltagare[54]
- John Burt, 45, jurist, Herriman, Utah[55]
- Inger Romero, 44, hemmafru, Temecula, Kalifornien
- Erica Andersson, 65, chef psykologisk institution, San Francisco, Kalifornien
- Erik "Swede" Seaholm, 38, speciallärare, Austin, Texas[56]
- Jason Blohm, 49, försäkringsbolagstjänsteman, Los Angeles, Kalifornien[56][57]
- Anna Lopinto, 25, rodeoartist och ridinstruktör, Memphis, Tennessee
- Patrick Glass, 30, kock, Spokane, Washington
- Steven Swanson, 35, utövare av mixed martial arts, Palm Springs, Kalifornien
- Micka Cain, 34, skribent och diet- och fitnessinformatör, Cincinnati, Ohio
- Sarah Steinman, 30, vildmarksguide, Minneapolis, Minnesota[58]

### Avsnitt
| Avsnitt | Sändningsdatum   | Plats                             | Special Day                                                                                          | Utslagen                                        |
| ------- | ---------------- | --------------------------------- | --- | ----------------------------------------------- |
| 1       | 23 oktober 2016  | Göteborg/Dalsland                 | Erica Andersson, Steven Swanson                                                                      | Ingen åkte hem i detta avsnitt.                 |
| 2       | 30 oktober 2016  | Falköpingstrakten                 | John Burt, Sarah Steinman                                                                            | John Burt                                       |
| 3       | 6 november 2016  | Sollentuna/Göteborg               | Micka Cain, Inger Romero                                                                             | Inger Romero                                    |
| 4       | 13 november 2016 | Ystad/Österlen                    | Jason Blohm                                                                                          | Erica Andersson                                 |
| 5       | 20 november 2016 | Köpenhamn/Skåne                   | Erik "Swede" Seaholm                                                                                 | Jason Blohm                                     |
| 6       | 27 november 2016 | Birka/Lilla Göstorp, Östergötland | Patrick Glass                                                                                        | Erik "Swede" Seaholm                            |
| 7       | 4 december 2016  | Stöde/Skön/Flataklocken           | Anna Lopinto                                                                                         | Anna Lopinto                                    |
| 8       | 11 december 2016 | Vira bruk, Doterbo, Skara         | Ingen hade "Special Day" i detta avsnitt, förutom vinnaren Sarah Steinman som fick träffa sin släkt. | 1)Steven Swanson. 2)Patrick Glass. 3)Micka Cain |

I den slutliga finalomgången tävlade Micka Cain och Sarah Steinman mot varandra. Vinnare blev Sarah Steinman.

## Säsong 7
Sjunde säsongen av Allt för Sverige hade premiär den 22 oktober 2017 och sändes på SVT1 och i SVT Play.

### Deltagare
- Tej Mohan Singh Khalsa/Alexander Kronholm, 27, yogainstruktör, Boston, Massachusetts
- Ann Oswald, 65, pensionär, Hickory, North Carolina
- Cosondra Sjostrom, 34, entreprenör, LA/Astoria, Oregon
- Amanda Orozco, 29, servitris, Portland, Oregon
- Kristin Lancione, 32, marknadschef, Los Angeles, Kalifornien
- Victoria "Tori" Milar, 28, servitris, Denver, Colorado
- Dylan Ratell, 26, musikalartist, New York och Michigan
- Jack Waters, 34, chefredaktör, Salt Lake City, Utah
- Nathan Younggren, 25, bonde, Hallock, Minnesota
- Kurt Carlson, 60, glasblåsare, Naples, New York

### Avsnitt
| Avsnitt | Sändningsdatum   | Plats                   | Special Day                    | Utslagen                                      | Kommentar                                                                          |
| ------- | ---------------- | ----------------------- | ------------------------------ | --------------------------------------------- | ---------------------------------------------------------------------------------- |
| 1       | 22 oktober 2017  | Avesta / Arvika         | Victoria Milar, Ann Oswald     | Ingen åkte hem i detta avsnitt.               |                                                                                    |
| 2       | 29 oktober 2017  | Nora / Pershyttan       | Tej Mohan Singh, Amanda Orozco | Tej Mohan Singh                               |                                                                                    |
| 3       | 5 november 2017  | Stockholm               | Jack Waters, Kurt Carlson      | Ingen åkte hem i detta avsnitt.               |                                                                                    |
| 4       | 12 november 2017 | Sundsvall               | Kristin Lancione               | Dylan Ratell, Jack Waters                     | Kristin Lancione bytte plats med Dylan Ratell, så hon åkte hem istället för honom. |
| 5       | 19 november 2017 | Härnösand               | Cosondra Sjostrom              | Kurt Carlson                                  |                                                                                    |
| 6       | 26 november 2017 | Torpa Stenhus (Tranemo) | Nathan Younggren               | Amanda Orozco                                 |                                                                                    |
| 7       | 3 december 2017  | Malmköping              | Dylan Ratell                   | Nathan Younggren                              |                                                                                    |
| 8       | 17 december 2017 | Vadstena                | -                              | Ann Oswald, Cosondra Sjostrom, Victoria Milar | Vinnare: Dylan Ratell                                                              |

## Säsong 8
Åttonde säsongen av Allt för Sverige hade premiär den 16 september 2018 och sändes på SVT1 och i SVT Play.

### Deltagare
- Kevin Chown, 48, rockmusiker, Escanaba, Michigan/Sherman Oaks, Los Angeles
- Tanya Edgil, 39, studerande hemmafru, Hamilton, Alabama
- Domonique Jackson-Russel, 34, jurist, Seattle, Washington
- Kyle Johnson, 29, lärare, Independence, Minnesota
- Louis Larsson, 52, musiklärare, Covington, Kentucky
- Andrew Morrison, 28, dokumentärfilmare, Scandia, Minnesota
- Ashley Mullinax, 32, förskollärare, Clifton, Virginia
- David Neslund, 42, designer, Sutton, Alaska
- Susan "Susy" Snyder, 58, säljare, Roswell, New Mexico
- Christina Wight, 34, speciallärare, Maryville, Tennessee

### Avsnitt
| Avsnitt | Sändningsdatum    | Plats        | Special Day                              | Utslagen | Kommentar             |
| ------- | ----------------- | ------------ | ---------------------------------------- | --- | --------------------- |
| 1       | 16 september 2018 | Helsingborg  | Ashley Mullinax Domonique Jackson-Russel | Ingen åkte hem i detta avsnitt.                                                                             |                       |
| 2       | 23 september 2018 | Skövde       | Kyle Johnson Andrew Morrison             | Domonique Jackson-Russel                                                                                    |                       |
| 3       | 30 september 2018 | Alfta/Edsbyn | Tanya Edgil Louis Larsson                | Ingen åkte hem i detta avsnitt. Immun mot utslagning i nästa omgång: Ashley Mullinax                        |                       |
| 4       | 7 oktober 2018    | Storforsen   | David Neslund                            | Susan "Susy" Snyder och Louis Larsson Immuna mot utslagning i nästa omgång: Andrew Morrison och Kevin Chown |                       |
| 5       | 14 oktober 2018   | Vimmerby     | Christina Wight                          | Christina Wight                                                                                             |                       |
| 6       | 21 oktober 2018   | Stockholm    | Kevin Chown                              | Tanya Edgil                                                                                                 |                       |
| 7       | 28 oktober 2018   | Landsort     | -                                        | Ashley Mullinax                                                                                             |                       |
| 8       | 4 november 2018   | Norrköping   | -                                        | Andrew Morrison, Kevin Chown, David Neslund                                                                 | Vinnare: Kyle Johnson |

## Säsong 9
Nionde säsongen av Allt för Sverige hade premiär den 27 oktober 2019 och sändes på SVT1 och i SVT Play.

### Deltagare
- Jennifer Buhrow, 38, skådespelare/clown, Chicago, Illinois; ursprung Värmland
- Janet ”Holgie” Caplinger, 70, före detta dansare, Wyndham, Kansas (för närvarande: Joshua Tree, Kalifornien); ursprung Småland
- Kaytie Hubis, 30, restaurangchef, San Diego, Kalifornien; ursprung Småland
- Robert Rambo, 59, krigsveteran, Cullowhee, North Carolina; ursprung Västergötland
- Roy ”Dude” Settergren III, 41, hovslagare, Wacissa, Florida; ursprung Östergötland
- Christina Sittser, 23, kläddesigner, St. Louis, Missouri (för närvarande: Los Angeles); ursprung Småland
- Christopher Tholstrom, 40, säljare, Denver, Colorado; ursprung Småland
- Mats Thureson, 22, snickare, Burlington, Vermont; ursprung Skåne
- Melissa Walls, 38 år, forskare, Duluth, Minnesota; ursprung Dalarna
- Brittany "Britt" Zikman, 28, projektledare, Winnipeg, Kanada; ursprung Jämtland

### Avsnitt
| Avsnitt | Sändningsdatum   | Plats                   | Special Day                                | Utslagen                                      | Kommentar |
| ------- | ---------------- | ----------------------- | ------------------------------------------ | --------------------------------------------- | --- |
| 1       | 27 oktober 2019  | Åhus                    | Mats Thureson Christopher Tholstrom        | Ingen åkte hem i detta avsnitt                | |
| 2       | 3 november 2019  | Kalmar                  | Christina Sittser Janet ”Holgie” Caplinger | Janet ”Holgie” Caplinger                      | |
| 3       | 10 november 2019 | Oviken                  | Brittany "Britt" Zikman                    | Ingen åkte hem i detta avsnitt                | |
| 4       | 17 november 2019 | Segerstad               | Roy ”Dude” Settergren III                  | Brittany "Britt" Zikman Christopher Tholstrom | Christopher Tholstrom vann elimineringstävlingen, men gav bort sin plats till Melissa Walls, som även blir immun i nästa avsnitts tävling. |
| 5       | 24 november 2019 | Stockholm               | Jennifer Buhrow Robert Rambo               | Mats Thureson                                 | |
| 6       | 1 december 2019  | Alingsås                | Kaytie Hubis                               | Roy "Dude" Settergren III                     | |
| 7       | 8 december 2019  | Dalarna                 | Melissa Walls                              | Robert Rambo                                  | |
| 8       | 15 december 2019 | Skoklosters slott, Håbo | -                                          | Christina Sittser Kaytie Hubis Melissa Walls  | Vinnare: Jennifer Buhrow |

## Säsong 10
Tionde säsongen av Allt för Sverige hade premiär den 16 januari 2022 och sändes på SVT1 och i SVT Play.

### Deltagare
- Nicole Archer, 30, videoredigerare, Saratoga Springs, Utah; ursprung Gotland
- Sharon Fabriz, 63, lärare, Sacramento, Kalifornien; ursprung Västergötland
- Sally Fransson, 37, författare och yogalärare, Minneapolis, Minnesota; ursprung Lidköping
- Brett Gross, 51, säljare, Chealis, Washington; ursprung Västergötland
- Erika Newell, 37, zooarbetare, Panama City, Florida; ursprung Uppsala
- Trevor Ohlsen, 25, singer-songwriter, Iron Mountain, Michigan; ursprung Småland
- Michael Palmer, 30, stage manager vid universitet, Logan, Utah; ursprung Alingsås
- Brittany Pearson, 40, slaktare, Vail, Colorado; ursprung Umeå
- Jon Strand, 38, före detta modell, Indianapolis, Indiana; ursprung Värmland
- Melody Sky Weaver, 40, bibliotekarie, Seattle, Washington; ursprung Stockholm, Östergötland

### Avsnitt
| Avsnitt | Sändningsdatum   | Plats                  | Special Day                     | Utslagen                               | Kommentar |
| ------- | ---------------- | ---------------------- | ------------------------------- | -------------------------------------- | --- |
| 1       | 2 januari 2024   | Bomstadbaden, Karlstad | Jon Strand                      | Ingen åkte hem i detta avsnitt         | |
| 2       | 23 januari 2022  | Sävsjö                 | Michael Palmer                  | Ingen åkte hem i detta avsnitt         | |
| 3       | 30 januari 2022  | Gotland                | Nicole Archer Melody Sky Weaver | Melody Sky Weaver                      | |
| 4       | 6 februari 2022  | Stockholm              | Sharon Fabriz Trevor Ohlsen     | Michael Palmer                         | |
| 5       | 13 februari 2022 | Umeå                   | Brett Gross Brittany Pearson    | Brittany Pearson                       | |
| 6       | 20 februari 2022 | Vindeln                | Sally Fransson                  | Brett Gross Sharon Fabriz              | |
| 7       | 27 februari 2022 | Stockholm              | Erika Newell                    | Sally Fransson                         | Sally Fransson vann minivinsten, en mindre familjeträff. Att vinna veckans tävling betydde dock också att hon fick åka hem. |
| 8       | 6 mars 2022      | Vaxholm                | -                               | Nicole Archer Trevor Ohlsen Jon Strand | Vinnare: Erika Newell |

## Säsong 11
Elfte säsongen av Allt för Sverige hade premiär den 16 oktober 2023 och sänds på SVT1 och i SVT Play.

### Deltagare[65]
- Daniel Ray Hilsinger, 36, Orinda, Kalifornien
- Billie King, 42, Brownsburg, Indiana
- Matthew Soderberg, 24, Wayne, Pennsylvania
- Daniel Crow, 22, Edmond, Oklahoma
- Michael Jackson, 46, Roswell, Georgia
- Desiree Davis, 57, Girard, Pennsylvania
- Mike Anderson, 70, Wilton, Kalifornien
- Karl Ekwurtzel, 33, Atlanta, Georgia
- Kirsten Holmberg, 32, Easthampton, Massachusetts
- Lillian Knutson, 50, Waxhaw, North Carolina

### Avsnitt
| Avsnitt | Sändningsdatum   | Plats            | Special Day                                                               | Utslagen                                         | Kommentar                   |
| ------- | ---------------- | ---------------- | ------------------------------------------------------------------------- | ------------------------------------------------ | --------------------------- |
| 1       | 16 oktober 2023  | Ullared, Varberg | Lillian Knutson (Tärnaby, Lappland); Matthew Soderberg (Kaffatorp, Skåne) | Ingen åkte hem i detta avsnitt                   | Ingen tävling detta avsnitt |
| 2       | 23 oktober 2023  | Boxholms bruk    | Mike Anderson (Västerlösa, Östergötland)                                  | Lillian Knutson                                  |                             |
| 3       | 30 oktober 2023  | Stockholm        | Karl Ekwurtzel (Mölnarp); Billie King (Hasselfors)                        | Karl Ekwurtzel                                   |                             |
| 4       | 6 november 2023  | Malung           | Desiree Davis, (Eskilstorp)                                               | Mike Andersson                                   |                             |
| 5       | 13 november 2023 | Falun            | Daniel Ray Hilsinger (Grängesberg); Kirsten Holmberg (Veddige)            | Matthew Soderberg                                |                             |
| 6       | 20 november 2023 | Stockholm        | Daniel Crow (Torsåker)                                                    | Desiree Davis                                    |                             |
| 7       | 27 november 2023 | Kiruna           | Michael Jackson, (Mannarp)                                                | Daniel Crow                                      |                             |
| 8       | 4 december 2023  |                  |                                                                           | Daniel Ray Hilsinger Billie King Michael Jackson | Vinnare: Kirsten Holmberg   |

## Säsong 12
Tolfte säsongen av Allt för Sverige hade premiär den 16 oktober 2024 och sändes på SVT1 och i SVT Play.

### Deltagare[67]
- Case Erickson, 47 år, San Marcos, Texas
- Bryan Withiam, 44 år, Cushing, Oklahoma
- Britta Lundin, 39 år, Los Angeles, Kalifornien

- Tim Sakahara, 47 år, Kailua, Hawaii
- Rebecca Olson, 37 år, Walnut Creek, Kalifornien
- Craig Sundell, 68 år, Aubrey, Texas
- Maxwell Mirho, 26 år, Chicago, Illinois
- Tanya Anderson, 41 år, Jersey City, New Jersey
- Melodie Pullen, 48 år, Marysville, Ohio
- Julie Evans, 33 år, Alexander, Arkansas

### Avsnitt
| Avsnitt | Sändningsdatum   | Plats              | Special Day                                          | Utslagen                                 | Kommentar |
| ------- | ---------------- | ------------------ | ---------------------------------------------------- | ---------------------------------------- | --- |
| 1       | 2 november 2024  | Göteborg Lysekil   | Rebecca Olson (Bullaredbygden)                       | ingen                                    | |
| 2       | 9 november 2024  | Öland              | Julie Evans (Bröttjestad)                            | Rebecca Olson                            | |
| 3       | 16 november 2024 | Långasjö Hultsfred | Maxwell Mirho (Lönneberga); Case Erickson (Bromölla) | Case Erickson                            | |
| 4       | 23 november 2024 | Stockholm          | Craig Sundell (Havdhem); Britta Lundin (Gävle)       | Britta Lundin                            | |
| 5       | 30 november 2024 | Höga kusten        | Melodie Pullen (Malmö)                               | Craig Sundell                            | |
| 6       | 7 december 2024  | Filipstad Örebro   | Tanya Anderson (Bollnäs); Bryan Withiam (Lummelunda) |                                          | Utslagningstävlingen visas i början av avsnitt 7 |
| 7       | 14 december 2024 | Stockholm          | Tim Sakahara (Högbo)                                 | Bryan Withiam Tanya Anderson             | Utslagstävlingen som blev i början av programmet förlorades av Bryan Withiam. Ytterligare en tävling avgjordes i slutet av programmet och Tanya Andersson fick lämna. |
| 8       | 21 december 2024 | Birka              |                                                      | Tim Sakahara Maxwell Mirho Melody Pullen | Vinnare: Julie Evans |